# 张山 (射击运动员)
张山（1968年3月23日—），四川南充人，中国女子射擊運動員；唯一一位在奥运会男女混合项目中击败男对手的女将。

## 簡介
2010年她参加了在广州市举办的亚运会，她在该届亚运期间联同魏萌、魏宁姐妹获得了团体定向飞靶的金牌。2012年伦敦奥运会前，44岁的张山还尝试复出并取得不错的成绩。